# Danilo Ikodinović
Danilo “Dača” Ikodinović (Belgrado, 4 de outubro de 1976) é um jogador de polo aquático sérvio, medalhista olímpico.

## Carreira
Danilo Ikodinović fez parte dos elencos olímpicos de prata em Atenas 2004, e bronze em Sydney 2000